# Ґершон Бен-Шахар
Ґершон Бен-Шахар (івр. גרשון בן-שחר, нар. 25 травня 1942, Єрусалим, Підмандатна Палестина) — ізраїльський науковець. Колишній президент Відкритого університету, почесний професор Єврейського університету. Лауреат Премії Ізраїлю за дослідження у галузі психології (2024).